# 레지던트~5명의 연수의
《레지던트~5명의 연수의》(일본어: レジデント〜5人の研修医 レジデント〜ごにんのけんしゅうい[*])는 TBS 계열에서 2012년 10월 18일부터 12월 20일까지 목요 드라마9 시간대로 방송된 일본의 텔레비전 드라마이다.
캐치프레이즈는 〈연수의, 생명을 구하는 사람들의 가는 길.〉.

## 개요
의료 기관에 입소한 5명의 신인 연수의의 젊은이들. 그 연수의들은 3개월간 한정으로 구명 구급 센터에의 연수 배속을 받는다. 그러나 신인인 이유로 아직 의료 기술은 완전 미숙. 그 안에서, 일각을 다투는 구명 구급의 현장에서의 연수를 통해 성장하는 연수의의 모습을 그린 청춘 군상.

## 등장인물

### 세이린 대학 병원

#### 연수의
미야마 시즈쿠 (24) - 나카 리이사 (어린 시절:쿠게 코코로)
소아과 연수를 끝내고 구명 구급 연수에 배속이 된다. 취미는 아마추어 킥복싱. 상대에게 자신의 약함을 보이지 못하고 오기가 있는 성격이다.
부친으로부터 의사로서 인정받지 못하는 열등감으로부터 무슨 일에도 계속 고집을 부려 왔지만 환자·나츠키로 인해 의사를 목표로 한 본질을 생각해 낸다.
야자와 케이 (24) - 하야시 켄토
외과 연수를 끝내고 구명 구급 연수 첫날에 수술의 조수로 들어와, 냉정 침착하고 훌륭한 어시스트를 보인다. 유복한 가정에서 자라, 고생도 없고 의사 면허를 취득한 상대에게 이상할 만큼 질투심을 보인다.
마나카 준이치 (24) - 마스다 타카히사 (NEWS)
내과 연수를 끝내고 구명 구급 연수에 배속이 된다. 부친은 마나카 성형 외과 병원을 경영. 타인에 대해서 밝게 대화하며 장소를 북돋우려고 하지만 좀처럼 상대방이 이름을 제대로 기억해 주지 못한다.
코이와이 히나코 (24) - 오오마사 아야
마취과 연수를 끝내고 구명 구급 연수에 배속이 된다. 상대에게 얼마나 자신의 용모가 잘 보일까를 신경쓰고 있다. 또, 연수의 중에서는 환자를 돕는다고 하는 정열이 부족하다.
신죠 사치 (24) - 이시바시 안나
호흡기 내과 연수를 끝내고 구명 구급 연수에 배속이 된다. 지도의에게는 붙임성 잘 대답 하지만, 연수의 동료들에게는 벽을 만들고 마음을 열려고 하지 않는다.

#### 지도의
미야지마 이츠키 (35) - 오자와 유키요시
지도하는 연수의는 누구를 선택해도 쓸모가 있지 않기 때문에 분담은 적당히가 좋다고 발언하지만 시즈쿠에게는 흥미를 나타낸다.
타부치 이쿠오 (45) - 후루타 아라타
유부남. 외모가 귀여운 연수의를 골라 진심으로 연애하려고 하고 있다.
카스미 야요이 (39) - 스도 리사
〈연수의는 의사는 아니다〉 제멋대로인 판단을 하지 않게 시즈쿠 등을 지도한다. 주위의 남성을 일순간 입다물게 하는 힘을 가지고 있다.

#### 전수의
마에다 잇페이 (35) - 아라카와 요시요시
의과 대학의 입학 시험에 4회 떨어져 입학하고 나서 단위를 떨어뜨려 1년 유급, 그 후 의사 국가 시험에 2회 실패하고 있다.
이이다 코스케 - 오쿠노 에이타
마취과의.

#### 간호사
사코다 케이코 (40) - 미츠우라 야스코
주임. 의사들의 무리한 주문에도 냉정함을 잃지 않고 대응하고 있다.
치바 요코 - 야마다 마호

하세가와 마코토 - 마츠시마 쇼타

아이다 하루카 - 시호

바바 메구미 - 아오야 유이

### 연수의들의 관계자
미야마 카츠미 (50) - 테라지마 스스무
시즈쿠의 아버지. 개업의.
미야마 미나토 - (어린 시절:하시모토 토모야)
시즈쿠의 남동생. 누나가 의사를 목표로 하는 계기를 만든다.
카스미 켄지 (42) - 미나가와 사루토키
바 〈3월 토끼〉의 마스터.

### 게스트

#### 제1화
사와다 이와오 (64) - 히라이즈미 세이
복통을 호소해 외래에 온 환자이지만 꽤 만취하고 있어, 의사의 설명을 온전히 들을 수 없는 상태였다.
야마시타 나츠키 (17) - 야마시타 리오
이성 문제의 트러블로 약물 과량 섭취에 의한 자살미수를 일으켜 2회 구명 구급 센터에 반송된다.
야마시타 요코 (43) - 다이케 유코
나츠키의 모친.
우츠미 쇼 (28) - 나미오카 카즈키
시즈쿠의 킥복싱 짐의 코치. 시즈쿠와 스파링중에 복통을 호소해 구급 반송된다. 수술실이 비지 않은 상황이라 처치실에서 맹장 절제 방법에 의한 긴급 개복 수술을 실시한다.
아오키 나나코 - 나카지마 타에코
교통 외상에 의한 복부로부터 골반에 걸친 타박으로 반송되어, 복부 대동맥 파열때문에 처치실에서 긴급 개복 수술을 실시하지만 출혈이 멈추지 않고 의식 레벨이 저하해 목숨을 잃는다.
나카노 - 간비노 코바야시
준이치가 주사바늘을 찌르고 루트를 취하려고 하지만, 너무나 아파서 참지 못하고 격노한다.
신페이 (목소리) - 모리타 칸로
시즈쿠의 남자 친구. 야무진 여성은 아닌 응석부리며 의지해 오는 여성과 교제하고 싶다고 통화중인 전화기로 시즈쿠에게 이별을 고한다.

#### 제2화
키요미 (19) - 미사키 아야메
켄지의 여자 친구. 임신하고 있었지만 임월까지 그이에게 입다물고 있었다.
켄지 (20) - 스즈키 료헤이
그녀의 임신의 징조를 깨닫지 못하고 단순한 복통이라고 생각해, 구명 센터의 외래에 진찰하러 온다.
칸다 (32) - 노마구치 토오루
비타민제의 빈병에 들어가 있던 자석을 알약으로 착각 해, 실수로 삼키고 나서 며칠이나 방치한 후에 제대로 배설되지 않고, 장폐색을 일으킨다.
칸다 카오리 (30) - 우에키 낫토
칸다의 아내.

#### 제3화
카와카미 테츠하루 (62) - 오노 타케히코
평상시에는 온후한 성격이지만, 회사를 정년퇴직하고 나서 성격이 급한 성격으로 바뀌어 버려, 의사의 진찰을 받았는데, 심인성의 스트레스가 원인은 아닐까 말해진다.
카와카미 후미 (86) - 미야우치 준코
테츠하루의 모친.
카와카미 준코 (60) - 키우치 미도리
어디에 갈지도 고하지 않고 홀연히 자취를 감추는 남편이 바람을 피우고 있는 것은 아닌지 의심해, 이혼을 생각하고 있었다.
코노 리카 (21) - 아이바 카린
타쿠미의 여동생.
코노 타쿠미 - 스기모토 나카바
장래, 의사를 목표로 하고 있었다. 바다에서 빠진 소꿉 친구 사치를 도운 뒤에 사망해 버린다.
사이토 마야 (13) - 요시다 리코
신장 질환을 안는 소녀.
사이토 미카코 (39) - 이토 카즈에 / 사이토 켄스케 (43) - 카몬 료
마야의 부모님.

#### 제4화
타카무라 시즈 (72) - 카가 마리코
야자와에게 호의를 갖고, 병을 속이고 외래에 와있던 환자.
우에노 루카 (15) - 스기사키 하나
빈혈로 쓰러졌을 때에 시즈쿠에게 구해진다.
우에노 카오루 (45) - 와카무라 마유미
루카의 모친.
츠루코 - 마에다 켄 / 카메코 - 후카자와 아츠시

#### 제5화
타무라 토시오 (44) - 츠다 칸지
타부치와는 중학교 이래의 옛친구. 암이 말기까지 진행해 여생 3개월로 선고된다. 아들의 야구의 시합을 보러 가고 싶어한다.
사쿠마 히데오 (58) - 혼다 히로타로
아오이의 아버지. 자신의 바람기가 원인으로 아내와 딸과는 절연 상태.
미즈노 아오이 (28) - 하라다 나츠키 (어린 시절：사토 메이)
간호사. 결혼하는 남편을 지지하기 위해서 세이린 대학 병원을 퇴직한다.
타무라 하루 (9) - 하시노 류노스케
토시오의 아들. 자신이 소년 야구로 노력하고 있는 모습을 부친에게 보여 주고 싶어 시합에 응원하러 오면 좋겠다고 부탁한다.
후지이 츠바사 (10) - 후지모토 카나타
친구 마사키(연: 나카무라 슈가)와 놀고 있을 때 정글짐으로부터 전락해, 상처는 경상이었지만 두부 타박상의 경과 관찰 때문에, 구급 병동에 입원한다.
타무라 유키코 (42) - 사와구치 카나코
타무라의 아내.
하야마 - 야스이 준페이
세이린 대학 병원 호흡기 외과의.

#### 제6화
아카기 유타 (28) - 미야오 슌타로
전 프로 복서. EIWA SPORTS GYM 소속의 코치.
야마무라 무 (60) - 시노다 사부로
소화기 외과의 권위.
아카기 케이코 - 나카무라 쿠미 / 아카기 토모카즈 - 소노오카 신타로
유타의 부모님.
하야시 카즈요시 - 이이다 키스케
세이린 대학 병원 뇌신경 외과의. 아카기의 담당 의사.

#### 제7화
니무라 시오리 (27) - 쿠로카와 메이

니무라 에리코 (32) - 마츠다 사키

니무라 미츠코 (60) - 타지마 레이코

미카미 타츠야 (30) - 우치다 아사히

하시모토 료지 (25) - 스다 마사키

하시모토 아키 (23) - 히라타 카오루

하시모토 타이키 (5) - 키미노 유마

#### 제8화
아라이 미호코 (35) - 요시다 요우
미야지마의 전 아내로 현재는 토모히사와 재혼했다.
야라이 토모히사 (42) - 후루타치 칸지
역의 계단에서 전도해 구명 구급 센터에 옮겨지고, 용태를 조사하기 위해서 자세한 검사를 하고 있는 가운데 척수에 악성 종양이 발견된다.
사토 에츠코 (78) - 타카다 토시에 (제9화)

사토 미츠루 (54) - 나카무라 유지 (제9화)

사토 코우 (80) - 오쿠다 호
에츠코의 남편. 미츠루의 부친. 자택에서 쓰러진다.

## 스태프
- 각본 - 나가타 유코
- 음악 - 칸노 유고
- 주제가 - flumpool 〈Answer〉 (A-Sketch)
- 연출 - 타카나리 마호코, 요시다 아키미, 시부야 미라이
- 프로듀스 - 키타가와 마사카즈 / 누마타 미치츠구(TELEPACK)
- 제작 - TELEPACK, TBS

## 방송 일자
| 각 화                                                      | 방송일           | 부제                                                     | 연출            | 시청률 |
| ---------------------------------------------------------- | ---------------- | -------------------------------------------------------- | --------------- | ------ |
| 제1화                                                      | 2012년 10월 18일 | 연수의는 의사가 아니다!                                  | 타카나리 마호코 | 8.4%   |
| 제2화                                                      | 2012년 10월 25일 | 구명 구급에 배속되자마자, 어지러운 연수생활이 시작되었다 | 타카나리 마호코 | 6.2%   |
| 제3화                                                      | 2012년 11월 1일  | 선택하는 용기!                                           | 요시다 아키미   | 9.7%   |
| 제4화                                                      | 2012년 11월 8일  | 고백하는 용기!                                           | 요시다 아키미   | 5.6%   |
| 제5화                                                      | 2012년 11월 15일 | 기적의 역전 승리                                         | 시부야 미라이   | 7.3%   |
| 제6화                                                      | 2012년 11월 22일 | 마지막 사랑·마지막 수술                                  | 타카나리 마호코 | 4.4%   |
| 제7화                                                      | 2012년 11월 29일 | 가족이니까…둘이서 만드는 내일                            | 요시다 아키미   | 5.6%   |
| 제8화                                                      | 2012년 12월 6일  | 행복해지는 각오                                          | 시부야 미라이   | 5.6%   |
| 제9화                                                      | 2012년 12월 13일 | 결단의 날                                                | 요시다 아키미   | 4.9%   |
| 최종화                                                     | 2012년 12월 20일 | 떠나는 때 우리는 의사다!                                 | 타카나리 마호코 | 8.5%   |
| 평균 시청률 6.7% (시청률은 칸토 지구·비디오 리서치사 조사) |                  |                                                          |                 |        |

- 첫회는 15분 확대 (21:00 ~ 22:09).